# セルビブリオ科
セルビブリオ科（セルビブリオか、Cellvibrionaceae）は、真正細菌Pseudomonadota門ガンマプロテオバクテリア綱セルビブリオ目の科の一つである。偏性好気性グラム陰性非胞子形成性桿菌。海洋細菌であり、低度の好塩性である。ただしタイプ属のセルビブリオ属は陸上を起源とし、土壌及び植物由来のバイオマスの分解及び腐敗に関与する。2004年にChoとGiovannoniによって定義されたOMG（oligotrophic marine gammaproteobacteria：貧栄養性海洋ガンマプロテオバクテリア）グループをSpringらが遺伝学的アプローチで更に分析した結果、セルビブリオ目とともに同科が提案された。セルビブリオ科のほとんどの種はそのゲノムに数十個のCAZyme（糖質活性酵素）遺伝子を有しており、セルロース、アガロース、カラギーナン、キシラン、デンプン、キチンなどの多糖類を加水分解する能力を備える。そのため、海洋環境における難生分解性の多糖類の分解及び他の生物が利用可能なバイオマスへの変換を行い、海洋炭素循環に役割を演じると考えられている。沿岸部の海水中や干潟の堆積物など様々な環境から見出されているが、真核生物から最も多く発見されている。木材を穿孔する軟体動物Lyrodus pedicellatus（木喰二枚貝）のエラからTeredinibacter turneraeが、海藻を摂食するHaliotis discus hannai（エゾアワビ）の糞からAgaribacterium haliotisが、Halimeda属緑色大型海藻からMarinibactrum halimedaeが、造礁サンゴIsopora paliferaからPseudoteredinibacter isoporaeが、フサコケムシBugula neritinaからCandidatus Endobugula sertulaが、Tricleocarpa属サンゴモからExilibacterium tricleocarpaeが、キサゴUmbonium costatumからUmboniibacter marinipuniceusがそれぞれ発見されている。Teredinibacter turneraeは窒素固定能を持つ。GC含量は44～58 mol%である。ほとんどのメンバーの細胞脂肪酸パターンでは、不飽和脂肪酸（C16:1、C18:1、或いはC17:1）が優勢である。

## 下位分類（属）
セルビブリオ科は以下の属を含む(2024年10月現在)。

### IJSEMに正式承認されている属
- Agaribacterium
  - Huang et al. 2017[12] (IJSEMリストに掲載 2018)[18]
  - Haliotis discus hannai（エゾアワビ）の糞便から分離された海洋細菌Agaribacterium haliotisのみを含む。寒天を分解する能力が確認されており、草食性のアワビが摂取した藻類由来の多糖類の分解を宿主腸内において援助する可能性が考えられている[12]。
- Agarilytica
  - Ling et al. 2017[19] (IJSEMリストに掲載 2018)[18]
  - 寒天分解好気性海洋細菌Agarilytica rhodophyticolaのみを含む。紅藻の一種Gracilaria blodgetiiから分離された[19]。
- Cellvibrio セルビブリオ属
  - (ex Winogradsky 1929) Blackall et al. 1986[3] (IJSEMリストに掲載 1986)[4]、修正 Humphry et al. 2003[5] (IJSEMリストに掲載 2003)[6]、修正 Suarez et al. 2014[7] (IJSEMリストに掲載 2014)[8]
- Eionea
  - Urios et al. 2011[20] (IJSEMリストに掲載 2011)[21]、修正 Baek et al. 2015[22] (IJSEMリストに掲載 2015)[23]
  - 海洋外肛動物Bugula simplexとBugula neritinaと共生するEionea nigraと海水から単離されたEionea flavaのみを含む。これら外肛動物は、抗がん剤としての利用が期待されているブリオスタチン類を産生することが知られており、Bugula neritinaはブリオスタチン類の生産を助けることが示唆されている[20]。
- Exilibacterium
  - Wang et al. 2020[16] (IJSEMリストに掲載 2020)[24]
  - サンゴモTricleocarpa sp.から分離されたExilibacterium tricleocarpaeのみを含む[16]。
- Gilvimarinus
  - Du et al. 2009[25] (IJSEMリストに掲載 2010)[26]、修正 Cheng et al. 2015[27] (IJSEMリストに掲載 2010)[28]
  - 寒天[25]、デンプン、キシラン[27]などの多糖類加水分解活性を有する好気性海洋細菌。沿岸海洋環境におけるセルロース分解及び難分解性の海藻のバイオマス変換を担うと考えられており[25][29][27]、海藻特有の1,3-キシランを分解できる数少ない細菌の一つである[30]。Gilvimarinus japonicusは山口県内の海浜から発見され国内で研究されている[31]。
- Halioxenophilus
  - Iwaki et al. 2018[32] (IJSEMリストに掲載 2018)[33]
  - 日本沿岸の海水から分離されたキシレン分解海洋細菌Halioxenophilus aromaticivoransのみを含む[32]。
- Maricurvus
  - Iwaki et al. 2012[34] (IJSEMリストに掲載 2012)[35]
  - 石垣島沿岸から採取された海水から分離されたp-n-ノニルフェノール分解菌Maricurvus nonylphenolicusのみを含む[34]。
- Marinimicrobium マリニミクロビウム属
  - Lim et al. 2006[36] (IJSEMリストに掲載 2006)[37]、修正 Yoon et al. 2009[38] (IJSEMリストに掲載 2009)[39]、修正 Song et al. 2019[40] (IJSEMリストに掲載 2019)[41]
  - 偏性好気性耐塩性菌。干潟堆積物から発見されたMarinimicrobium koreense（マリニミクロビウム・コーリエンス）やMarinimicrobium agarilyticum（マリニミクロビウム・アガリライティカム）[36]、天日塩田から発見されたMarinimicrobium locisalis[38]、soda lake付近の土壌から発見された細菌Marinimicrobium alkaliphilum[40]などを含む。
- Pseudomaricurvus
  - Iwaki et al. 2014[42] (IJSEMリストに掲載 2014)[43]、修正 Seo et al. 2015[44] (IJSEMリストに掲載 2016)[45]
  - 小笠原諸島沿岸海域で発見された海洋好気性ノニルフェノール分解菌Pseudomaricurvus alkylphenolicus[42]や韓国泰安省の干潟堆積物から単離されたカルボキシメチルセルロース分解菌Pseudomaricurvus alcaniphilus[44]などを含む。
- Pseudoteredinibacter シュードテレジニバクター属
  - Chen et al. 2011[14] (IJSEMリストに掲載 2011)[46]
  - 台湾墾丁国家公園の造礁サンゴIsopora paliferaから発見されたPseudoteredinibacter isoporaeのみを含む。サンゴと共生しサンゴの健康に重要な役割を演じることが示唆されている[14]。
- Saccharophagus サッカロファグス属
  - Ekborg et al. 2005[47] (IJSEMリストに掲載 2011)[48]
  - 海洋細菌Saccharophagus degradans（サッカロファグス・デグラダンス）のみを含む。10種類の不水溶性の複雑な多糖類（寒天、アルギン酸塩、キチン、セルロース、フコイダン、ラミナリン、ペクチン、プルラン、デンプン、キシラン）を分解することが確認されており、高等植物及び藻類由来の多糖類の海洋における分解者であると考えられている[47]。
- Sessilibacter
  - Liu et al. 2022[49] (IJSEMリストに掲載 2022)[50]
  - Porites lutea（コブハマサンゴ）から分離された付着細菌Sessilibacter corallicolaのみを含む[49]。
- Simiduia
  - Shieh et al. 2008[51] (IJSEMリストに掲載 2008)[52]、修正 Park et al. 2014[53] (IJSEMリストに掲載 2015)[54]
  - 寒天分解海洋細菌。Simiduia agarivoransやSimiduia areninigraeなどを含む。
- Teredinibacter テレジニバクター属
  - Distel et al. 2002[11] (IJSEMリストに掲載 2003)[55]、修正 Altamia et al. 2020[56] (IJSEMリストに掲載 2020)[57]、修正 Altamia et al. 2021[58] (IJSEMリストに掲載 2021)[59]
  - 海洋細菌。セルロース分解能と窒素固定能を持ち、海中で木質を摂食する二枚貝綱フナクイムシ科生物（木喰二枚貝Lyrodus pedicellatus[11]やBankia setacea[55]など）と共生する。唯一の炭素源としてセルロースのみを加えられた単純ミネラル培地にて培養可能である[11]。
- Thalassocella
  - Lucena et al. 2020[60] (IJSEMリストに掲載 2020)[61]
  - 地中海表層海水から単離されたThalassocella blandensisのみを含む。セルロースを唯一の炭素源及びエネルギー源として利用することができる[60]。生育にはナトリウム及びマグネシウムイオンを要求する。
- Umboniibacter
  - Romanenko et al. 2010[17] (IJSEMリストに掲載 2010)[62]
  - 日本海で採取されたキサゴ（Umbonium costatum）の内部組織から単離されたUmboniibacter marinipuniceusのみを含む。

### IJSEMに未承認の属
- "Candidatus Endobugula"
  - Haygood and Davidson 1997[63] (IJSEMリストに掲載 2020)[64]
  - Bugula neritina（フサコケムシ）及びBugula simplexの幼体の外套湾入に生息し共生しているそれぞれ"Candidatus Endobugula sertula"[63]及び"Candidatus Endobugula glebosa"[65]のみが知られている。細胞毒性ポリケチドであるブリオスタチンを供給し宿主に化学的防御を提供していると考えられている[15]。
- "Teredinobacter" テレジノバクター属
  - Ahuja 2000[66]
  - Teredinibacterのシノニムである。